# Zwarte gier
De zwarte gier (Coragyps atratus) is een roofvogel uit de familie van de gieren van de Nieuwe Wereld (Cathartidae). Deze soort is wijdverspreid over de beide Amerikaanse continenten. De zwarte gier wordt ook wel raafgier genoemd. In zijn leefgebied wordt hij onder andere zopilote negro, gallinazo, urubu of zoncho genoemd.

## Afmetingen
Lengte 58-69 cm. Spanwijdte: 130-152 cm. Gewicht: 2-2,7 kg.

## Veldkenmerken
De zwarte gier is een zwarte vogel met een donkergrijze, sterk geplooide kop en nek. De snavel en de poten, die meer bedoeld zijn om op te lopen dan om prooidieren te grijpen, zijn zwak. Verder hebben de brede vleugels een wit uiteinde en is de staart kort. Er is geen duidelijk verschil tussen de beide geslachten wat betreft het uiterlijk.

## Levensduur
Deze soort kan rond de twintig jaar oud worden.

## Leefomgeving
De zwarte gier is in staat zich gemakkelijk aan te passen aan de omstandigheden en hierdoor is het een algemene soort die in vele verschillende biotopen voorkomt, waaronder bossen, kustgebieden, savannes en stedelijk gebied. Dichte regenwouden en berggebieden worden echter vermeden door de zwarte gier.

## Voedsel
Net als de roodkopgier eet de zwarte gier vooral aas en menselijk afval. Deze soort is het minst kieskeurig van alle gieren en neemt bijna elk afval aan. Zwarte gieren zijn cultuurvolgers en ze gedijen goed in de buurt van vismarkten, slachthuizen en op stortplaatsen vol rottend voedsel en ander afval, aangezien het geconcentreerd voedselaanbod meer oplevert dan het zoeken naar aas in de natuur. Door verbetering van de hygiëne en veterinaire zorg voor vee en door het begraven van dode dieren, wordt deze vorm van voedselaanbod echter steeds meer beperkt. Langs snelwegen gaat de zwarte gier op zoek naar dieren die aangereden zijn door het verkeer. De zwarte gier eet ook graag palmnoten en fruit en daarnaast maken ook eieren en kleine diertjes zoals jonge vogels, insecten en hagedissen deel uit van het menu.

## Leefwijze
Zwarte gieren leven in grote groepen en zijn de meest sociale soort van alle Amerikaanse gieren. Vooral in bewoonde streken, zelfs aan de rand van grote steden, vormen ze groepen van soms wel honderden individuen. Ze zitten meestal op een dak of in de bomen te wachten tot ze kans zien een stuk aas of afval te pakken te krijgen. In gebieden met veel prooi en veel broedplaatsen nestelen, slapen en jagen zwarte gieren vaak samen met roodkopgieren. De zwarte gier vindt zijn voedsel uitsluitend met zijn ogen en daarbij laat hij zich ook naar plekken met voedsel leiden door roodkopgieren. Zwarte gieren zijn brutale vogels en bij een karkas zullen bijna alle andere aaseters aan de kant gaan voor deze dieren. Alleen voor de grote koningsgier hebben de zwarte gieren respect. Na regenachtig weer houden ze hun vleugels soms uitgespreid in de zon om ze te laten drogen.

## Voortplanting
Een nest in een holle boom of rotsholte dient als broedplaats van de zwarte gier. Het wijfje legt twee tot drie eieren, waarop beide geslachten om de beurt broeden totdat het ei na 32–41 dagen uitkomt. De jongen worden gevoed met opgebraakt voedsel, dat de oudervogels tijdelijk in hun krop bewaren. Na 62–70 dagen verlaten de jongen voor het eerst het nest.